# 齿瓣凤仙花
齿瓣凤仙花（学名：Impatiens odontopetala）为凤仙花科凤仙花属下的一个种。

## 扩展阅读
- 維基物種上的相關：齿瓣凤仙花